# 广州高德置地广场

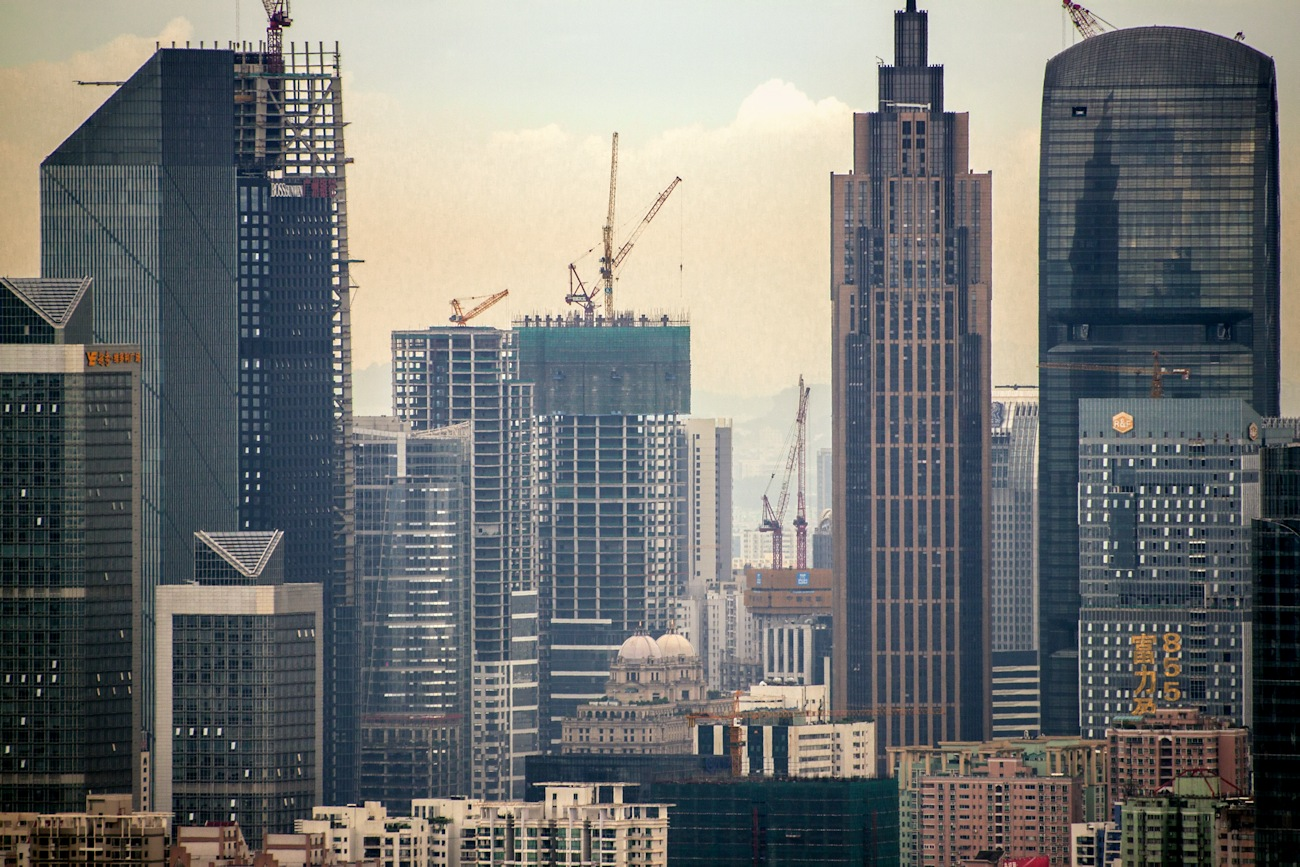
广州高德置地广场

广州高德置地广场（Guangzhou GT Land Plaza）位于中华人民共和国广东省广州市天河区珠江新城中部，占地92万平方米，涵盖32万平方米甲级写字楼，21万平方米国际购物中心，以及广州卓美亚高德酒店和广州卓美亚礼庭公寓等多种业态。

## 项目分区
- 春广场：A塔、B塔、裙楼
- 夏广场：C塔、D塔、裙楼
- 秋广场：E塔、F塔、裙楼
- 冬广场：G塔、H塔、裙楼

## 邻近车站
- 广州地铁3号线、5号线珠江新城站